# Ulrich Thöne
Ulrich Thöne (* 6. Oktober 1951 in Paderborn; † 3. August 2021 in Berlin) war ein deutscher Gewerkschafter. Er war von 2005 bis 2013 Bundesvorsitzender der Gewerkschaft Erziehung und Wissenschaft (GEW).

## Leben
Thöne wurde in Paderborn geboren und wuchs in Lichtenau auf, wo er 1971 sein Abitur ablegte. Nach einer Ausbildung zum Bankkaufmannsgehilfen bei der Deutschen Bank studierte er an der Westfälischen Wilhelms-Universität in Münster Wirtschafts- und Sozialwissenschaften sowie Pädagogik auf Lehramt. Nach seinem Referendariat in Berlin trat er ab 1986 eine Stelle als Berufsschullehrer am Oberstufenzentrum Gesundheit in Berlin-Wedding an. Seine Gewerkschaftskarriere begann 1971 in der Gewerkschaft Handel, Banken und Versicherungen (HBV), von der er 1982 über die ÖTV in die GEW wechselte. Er war Vorsitzender des Kreisjugendausschusses im Deutschen Gewerkschaftsbund (DGB) sowie Mitglied im Kreisvorstand.
Ab 1989 war er stellvertretender Vorsitzender des Personalrates Lehrer und Erzieher in Wedding und ab 1995 stellvertretender Vorsitzender des Personalrats Berufsbildender Schulen. Gleichzeitig war er für die GEW Berlin als Sprecher der AG Bildungsfinanzierung und als Vertreter im Hauptausschuss der GEW tätig. Von 1999 bis 2005 war er Vorsitzender der GEW Berlin. 2005 wurde er zum Vorsitzenden der GEW gewählt und bekleidete dieses Amt bis 2013. Ab 2007 war er zudem Vorstand der internationalen Lehrergewerkschaft Education International. 2013 trat er aus Altersgründen nicht mehr zur Wahl als GEW-Vorsitzender an. Die Nachfolgerin in diesem Amt wurde Marlis Tepe.